# Batallón Sacco-Vanzetti
El Batallón Sacco y Vanzetti fue una unidad militar del sindicato Confederación Nacional del Trabajo (CNT) del País Vasco que actuó en el Frente Norte durante la guerra civil española (septiembre de 1936 – octubre 1937). Era el n.º 4 de las Milicias Antifascistas de la CNT y el n.º 12 del Euzko Gudarostea.

## Historial de operaciones
El Sacco y Vanzetti, 4º de los batallones organizados por la CNT en Euzkadi, se completó en base a compañías procedentes de Guipúzcoa y a otras nuevas organizadas en Vizcaya.
El batallón se distinguió en diciembre de 1936, durante la batalla de Villarreal de Álava, luchando por Cestafé y Nafarrate, y sufriendo no menos de 150 bajas. Permaneció algo más por el frente de Otxandiano. 
El Sacco y Vanzetti marchó después a la zona de Udala, combatiendo en la tercera decena de abril por Karraskain, con abundantes bajas y una retirada que se enmarcó en lo que falsamente se ha presentado como un abandono del frente sin lucha. 
Más tarde, la unidad combatió de forma notable, destacando sus actuaciones en Urrutxua, Bizkargi y, fusionado con el Batallón Durruti en Santander, en la batalla de Kolitza. El batallón desapareció con la derrota santanderina.